# Satellitenaltimetrie

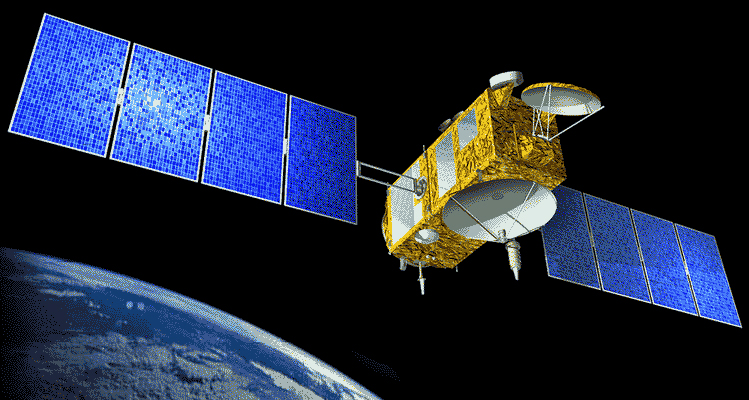
Jason-1, ein Altimetersatellit

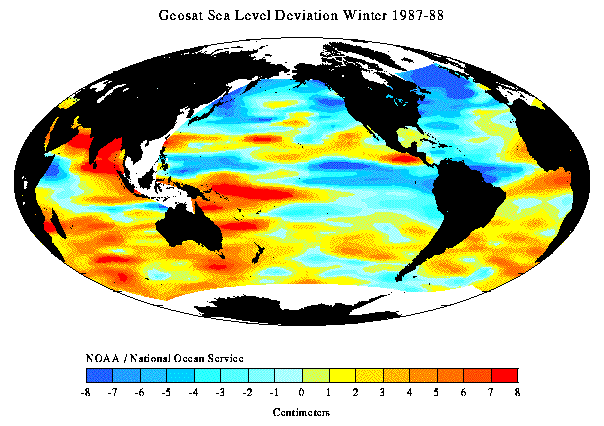
Abweichungen von der mittleren Meereshöhe gemessen von Geosat im Winter 1987–88

Mit Hilfe der Satellitenaltimetrie wird die Höhe der Meeresoberfläche und auch ihre Welligkeit gemessen.
Auch die Höhe von Eisflächen und von Binnengewässern (ab einer gewissen Mindestgröße) kann beobachtet werden.
Ein Satellit trägt als Nutzlast ein Radar-Altimeter, von diesem werden kurzwellige Radioimpulse senkrecht nach unten ausgesendet, an der (Meeres-)Oberfläche reflektiert und das Signal am Satelliten wieder empfangen. Wenn dessen Bahn genau bekannt ist, erhält man aus der gemessenen  Laufzeit des Signals und der geozentrischen Höhe des Satelliten die Meereshöhe.
Zusätzlich können weitere Parameter aus dem empfangenen Signal berechnet werden, z. B. die Wellenhöhe, da diese die Charakteristik des reflektierten Signals bestimmt, und daraus indirekt die Windstärke und Meeresströmungen. Auch zur Geoidbestimmung und Ozeanografie wird die Altimetrie erfolgreich eingesetzt.
Die ersten Altimeter-Experimente erfolgten in den 1970er Jahren mit den Satelliten Geos C und Seasat. Die wichtigsten Altimetersatelliten waren TOPEX/Poseidon und seine Nachfolger Jason 1–3. TOPEX/Poseidon wurde 1992 gestartet, Jason folgte im Dezember 2001. Diese Satelliten entstanden aus einer französisch-amerikanischen Kooperation. Weitere Altimetersatelliten zur Beobachtung des Meeresspiegels sind Geosat, Geosat Follow-On, ERS-1 und ERS-2 und auch Envisat. ICESat ist ein Satellit, der vorwiegend über Eis (Arktis, Antarktis und größere Binneneisflächen) misst.
Die zentrale Messgröße der Satellitenaltimetrie ist die gemessene Meereshöhe (bzw. Eishöhe). Aus kleinräumigen Abweichungen der Meereshöhe vom Ideal des Geoids lassen sich Anomalien des Erdschwerefelds berechnen. Daraus wiederum lässt sich flächendeckend auf die Topographie der Ozeanböden schließen, was ansonsten nur mittels Echolot an einzelnen Punkten möglich ist.